# 반스탈린주의 좌파
반 스탈린주의 좌파 (Anti-Stalinism left)는 스탈린주의에 반대하는 정치 사상과 운동이다.
사회주의와 공산주의의 내부 사상의 하나로, 기존의 공산주의 국가와 코민테른을 계보로 한 각국의 공산당을 '스탈린주의'로 비판 · 부정한다.

## 트로츠키주의자들의 비판
소련 스탈린 집권 이후, 수정주의자로 몰려 쫓겨난 트로츠키는 멕시코로 망명하였고, 이후 스탈린의 대숙청을 비판하였다.
대체로 트로츠키주의자들이 생각하는 스탈린주의는 완전한 사회주의가 아닌 자본주의에서 사회주의로 넘어가는 이행기 사회의 퇴보한 형태로 본다. 트로츠키주의를 표방하는 국제 사회주의자 경향(IST)에서는 국가자본주의의 일부로 본다.

## 좌파공산주의자들의 비판
로자 룩셈부르크의 노선을 따르는 좌파공산주의자들은 공산주의의 분파라고도 볼 수 있는 스탈린주의 뿐만 아니라, 레닌주의 자체가 노동자 스스로 자원을 생산, 소유하여 분배하는 것이 아닌, 당이 분배하는 형태이기 때문에 국가자본주의의 일부로 본다.

## 아나키스트들의 비판
러시아 혁명을 전후하여 활동한 우크라이나의 아나키스트들은 혁명 초기에는 볼셰비키에 호의적이었으며 러시아 적백내전에서는 볼셰비키의 편에 가담하였다. 그러나 혁명 후기 러시아의 아나키스트들이 볼셰비키의 전체주의적인 국가 주도 사회주의 질서에 반대하는 진영과 볼셰비키를 여전히 지지하는 진영으로 양분되는 상황에서 볼셰비키와 결별하였고 비볼셰비키 좌파 봉기를 일으켰으나 실패하였다. 이후 우크라이나 아나키스트들은 볼셰비키로 전향하거나 볼셰비키에 의해 숙청당했다. 레닌 사후 스탈린이 공산당을 장악하며 러시아 및 우크라이나 아나키스트와 볼셰비키의 결별은 돌이킬 수 없는 지경에 이르게 된다.
스페인 내전 중에는 반파시즘 좌파진영에서 스탈린주의자(스페인 공산당)와 아나키스트들간의 분쟁이 있었다.
아나키스트들은 스탈린주의의 전체주의적, 권위주의적 성격을 비판하였다. 조지 오웰의 동물 농장도 스탈린주의의 권위주의를 비판한 것이다.

## 진보적 자유주의자들의 비판
스탈린주의는 파시즘과 유사하다는 비판을 받는다. 특히 미국에서는 제 2차 세계 대전 이후 스탈린주의를 '적색파시즘'으로 불렀다.

## 같이 보기
- 좌익 파시즘
- 스탈린주의